# Boss (série de televisão)
Boss é uma série de televisão norte-americana do gênero drama. Estreou em 21 de outubro de 2011 no canal Starz. Em Portugal estreou a 12 de dezembro de 2011 no canal TVSéries e no Brasil em 8 de abril de 2012 pelo canal TNT. A série foi renovada para a segunda temporada com dez episódios. Ao final desta, no entanto, a série foi cancelada.

## Sinopse
A série trata de Tom Kane, prefeito da cidade de Chicago, Estados Unidos, a partir do momento de quando é diagnosticado com uma doença degenerativa e lhe restando poucos anos de vida. Mesmo assim ele não torna público seu problema e tenta se manter no poder.

## Elenco principal
- Kelsey Grammer ..... Tom Kane, prefeito de Chicago
- Connie Nielsen ..... Meredith Kane, esposa do prefeito
- Hannah Ware ..... Emma Kane, filha do prefeito
- Jeff Hephner ..... Ben Zajac, candidato ao governo de Illinois
- Kathleen Robertson ..... Kitty O'Neill, ajudante de ordens do prefeito
- Troy Garity ..... Sam Miller, jornalista político

## Elenco recorrente
- Jonathan Groff ..... Ian Todd, assessor do prefeito
- Martin Donovan ..... Ezra Stone, assessor do prefeito
- Sanaa Lathan ...... Mona Fredricks, assessora do prefeito
- Rotimi ..... Darius, traficante
- T.I. ..... Trey, assessor do vereador Ross
- Karen Aldridge ...... Dra. Ella Harris
- James Vincent Meredith ...... Vereador Ross
- John Hoogenakker ..... Procurador Doyle

## Produção
O tema de abertura "Satan Your Kingdom Must Come Down" integra o álbum Band of Joy de Robert Plant. Idealizado por Farhad Safinia, é produzido pela Lions Gate e a Grammnet Productions de Kelsey Grammer. Entre os vários produtores executivos, além de Grammer e Safinia, está Gus Van Sant, que dirige alguns episódios. A série é filmada em locação na cidade de Chicago.

## Prêmios
A série recebeu duas indicações no Globo de Ouro 2012: melhor série dramática e melhor ator em série dramática, ganhando o prêmio nesta última com Grammer.